# Conférence des Nations unies sur le commerce et le développement
La Conférence des Nations unies sur le commerce et le développement (CNUCED) est un organe subsidiaire de l'Assemblée générale des Nations unies créé en 1964, qui vise à intégrer les pays en développement dans l'économie mondiale de façon à favoriser leur essor. Organisme intergouvernemental permanent, la CNUCED compte 193 États membres.
La CNUCED cherche à affirmer la cohésion des pays du Sud autour d’une revendication majeure : des échanges commerciaux rééquilibrés (principale revendication de l'économiste argentin Raúl Prebisch, à l'initiative et premier président de la CNUCED et dénonçant la « détérioration des termes de l'échange »), ce qui suppose l’accès des pays du Sud aux marchés du Nord et l’amélioration des termes de l'échange. En effet, les pays du tiers monde considéraient que les principes libéraux fixés par le GATT ne répondaient pas à leurs problèmes spécifiques. Enfin, elle a été l'un des principaux acteurs du concept de Nouvel ordre économique international (NOEI).

## Histoire
En 1963, 75 pays d’Afrique, d’Asie et d’Amérique latine, appellent au lancement d'un organisme destiné à aider les pays en développement à tirer le meilleur parti des possibilités de commerce, d’investissement et de développement qui s’offrent à eux, et à s’intégrer de façon équitable dans l’économie mondiale.
La CNUNED voit ainsi le jour en 1964. Dès les premières années, la volonté d'organiser le développement de ces pays par la régulation des cours mondiaux transparait dans les débats. Ainsi le CNUNED devient vite un porte-parole des pays en développement, grâce au groupe des 77, face à d'autres institutions comme le GATT dont la direction est menée par les pays développés. Cependant cette prise de position du CNUNED se limite qu'aux années 1960 et 1970, car à partir des années 1980, cette politique marque le pas à la suite de la divergence croissante d'intérêt entre les pays du Groupe des 77.
La CNUCED a joué un rôle important dans la régulation des marchés de matières premières à « une époque où l’on essayait de bloquer l’instabilité des prix et des marchés en agissant sur leurs mécanismes, notamment par des accords internationaux de produits », qui ont permis de faire face à l'emballement des coûts qui a suivi le premier choc pétrolier, et surtout le second, puis à la baisse des coûts lors du contre-choc des années 1980. Depuis, la CNUCED a produit de nombreuses règles de droit international.

## Objectifs
LA CNUNED a historiquement servi de porte-parole des pays en développement pour rendre le commerce international plus favorable au développement économique des pays du Sud, en promouvant les règles commerciales stimulant le développement et en fournissant une assistance technique au développement.
La CNUCED a pour mandat de déterminer les mesures propres à aider les entreprises, particulièrement les PME à se conformer aux normes internationales, à promouvoir leur capacité en matière de technologie et d’innovation, de les aider à accéder aux nouvelles technologies et de renforcer leur participation dans les chaînes mondiales de valeur. La CNUCED s'attache à élaborer un cadre directif pour promouvoir les politiques d'entrepreneuriat et apporte son assistance technique pour le développement des entreprises locales, par exemple à l'aide du programme Empretec (en), présent aujourd’hui dans 32 pays.
La CNUCED aide aussi les pays en développement à mettre en place un environnement propice à la formation de relations entre les entreprises, et fournit en appui des réseaux de services d’aide aux entreprises. La CNUCED aide les gouvernements à promouvoir et à faciliter l’investissement, par exemple en assurant des produits consultatifs pour les stratégies ciblant les investisseurs, la rétention des investissements et l’appui institutionnel, ainsi qu’en organisant des ateliers et des voyages d’étude. Elle s'efforce d'améliorer le cadre règlementaire, institutionnel et opérationnel pour l’investissement dans ces pays.

## Actions
La CNUCED a impulsé un certain nombre d'idées dont :
- l'accord sur le système généralisé de préférences (SGP) grâce auquel les pays développés appliquent des droits très faibles ou nuls à de nombreux produits exportés par les pays en développement, sans concessions commerciales en contrepartie[3].
- la création d'un fonds commun pour les produits de base, destiné à financer des stocks régulateurs internationaux ainsi que le pôle recherche-développement.
- l'accord sur le montant de l'aide publique au développement (ADP) de la part des pays donateurs : 0,7 % du PNB pour l'aide au PED en général et 0,15 % pour l'aide aux pays les moins avancés (PMA). Ce point n'a toutefois jamais été respecté.